# Флётемюсуст
Флётемюсуст (норв. Fløtemysost или норв. Fløytemysost) — сыр из сыворотки и сливок, один из видов брюнуста, норвежского коричневого сыра. Имеет мягкий вкус.
Изготавливается из коровьего молока. Смешиваются коровье молоко, сыворотка и сливки и кипятятся. Сахара, содержащиеся в молоке, карамелизируются. Сыр имеет лёгкий карамельный привкус с небольшой кислинкой. Мягкий аромат сыра флётемюсуст сделал его популярным, и около 30 % всего производимого брюнуста — флётемюсуст.
Флётемюсуст — это самый первый вид брюнуста, приготовленный Анной Хов. Она добавила сливки коровьего молока в коровью сыворотку и получила флётемюсуст. Позднее она добавила козье молоко и так получился гудбрандсдалсуст.
Гейтуст — противоположность флётемюсуста, так как изготавливается из козьего молока. У гейтуста более резкий вкус.
Жирность классического флётемюсуста — 33 %. Также производятся сорта с низким содержанием жира и более сладкие сорта.
100 грамм сыра, производимого компанией TINE, содержат
- калорийность — 439 ккал
- белки — 11 г
- углеводы — 38 г
- жиры — 27 г
- кальций — 330 мг
- фосфор — 360 мг
- магний — 50 мг
- витамин — А 320 мкг
- рибофлавин — 0,9 мг[2]

Флётемюсуст хорошо подходит для бутербродов, вафель, а также различных сладких соусов.